# 裕廊東體育場
裕廊東體育場（英語：Jurong East Stadium）是一個位於新加坡裕廊東的多用途運動場。目前運動場主要作為新加坡新潟天鵝足球會和勇士足球會的主場。
裕廊東體育場於1998年啟用，能容納2,700名觀眾，是新加坡三個沒有田徑跑道的運動場之一。